# Campeonato Mundial de Atletismo de 2007 - 20 km marcha atlética masculina
A marcha atlética masculina de 20 km no Campeonato Mundial de Atletismo de 2007 foi realizada nas ruas de Osaka, no Japão, no dia 26 de agosto de 2007.

## Recordes
Antes desta competição, os recordes mundiais e do campeonato nesta prova eram os seguintes:
| Tipo                  | Atleta          | Tempo   | Local | Data                 |
| --------------------- | --------------- | ------- | ----- | -------------------- |
|                       | Jefferson Pérez | 1:17:21 | Paris | 23 de agosto de 2003 |
| Recorde do campeonato | Jefferson Pérez | 1:17:21 | Paris | 23 de agosto de 2003 |

## Medalhistas
| Ouro                  | Prata                    | Bronze             |
| Jefferson Pérez (ECU) | Paquillo Fernández (ESP) | Hatem Ghoula (TUN) |

## Calendário
Todos os horários estão no horário local (UTC+9)
| Data         | Horário | Fase  |
| ------------ | ------- | ----- |
| 26 de agosto | 08:00   | Final |

## Resultados
A final ocorreu dia 26 de agosto às 08:00.
| Pos.              | Atleta              | Nacionalidade  | Tempo   | Notas                |
| ----------------- | ------------------- | -------------- | ------- | -------------------- |
| Medalha de ouro   | Jefferson Pérez     | Equador        | 1:22:20 |                      |
| Medalha de prata  | Paquillo Fernández  | Espanha        | 1:22:40 |                      |
| Medalha de bronze | Hatem Ghoula        | Tunísia        | 1:22:40 |                      |
| 4                 | Eder Sánchez        | México         | 1:23:36 |                      |
| 5                 | Giorgio Rubino      | Itália         | 1:23:39 |                      |
| 6                 | Robert Heffernan    | Irlanda        | 1:23:42 |                      |
| 7                 | Luke Adams          | Austrália      | 1:23:52 |                      |
| 8                 | Erik Tysse          | Noruega        | 1:24:10 |                      |
| 9                 | Ilya Markov         | Rússia         | 1:24:35 |                      |
| 10                | Alex Schwazer       | Itália         | 1:24:39 | Recorde da temporada |
| 11                | Koichiro Morioka    | Japão          | 1:24:46 |                      |
| 12                | Rolando Saquipay    | Equador        | 1:25:03 |                      |
| 13                | Li Gaobo            | China          | 1:25:30 |                      |
| 14                | Matej Tóth          | Eslováquia     | 1:25:57 |                      |
| 15                | Park Chil-Sung      | Coreia do Sul  | 1:26:08 |                      |
| 16                | Juan Manuel Molina  | Espanha        | 1:26:26 |                      |
| 17                | Benjamin Kuciński   | Polónia        | 1:26:43 |                      |
| 18                | Andriy Kovenko      | Ucrânia        | 1:26:44 |                      |
| 19                | Akihiro Sugimoto    | Japão          | 1:26:45 |                      |
| 20                | Kim Hyun-sup        | Coreia do Sul  | 1:26:51 |                      |
| 21                | Takayuki Tanii      | Japão          | 1:26:53 |                      |
| 22                | Luis Fernando López | Colômbia       | 1:27:22 |                      |
| 23                | Benjamin Sánchez    | México         | 1:27:29 |                      |
| 24                | Hassanine Sebei     | Tunísia        | 1:27:35 |                      |
| 25                | João Vieira         | Portugal       | 1:27:44 |                      |
| 26                | Rafał Augustyn      | Polónia        | 1:27:54 |                      |
| 27                | Ivan Trotski        | Bielorrússia   | 1:27:56 |                      |
| 28                | Kevin Eastler       | Estados Unidos | 1:28:29 |                      |
| 29                | Han Yucheng         | China          | 1:31:58 |                      |
| 30                | Dong Jimin          | China          | 1:32:03 |                      |
| 31                | Timothy Seaman      | Estados Unidos | 1:33:58 |                      |
| 32                | Predrag Filipović   | Sérvia         | 1:35:51 |                      |
| —                 | Jared Tallent       | Austrália      | DSQ     |                      |
| —                 | Gabriel Ortiz       | México         | DSQ     |                      |
| —                 | Andrés Chocho       | Equador        | DSQ     |                      |
| —                 | Ivano Brugnetti     | Itália         | DSQ     |                      |
| —                 | Daniel García       | México         | DSQ     |                      |
| —                 | Igor Erokhin        | Rússia         | DSQ     |                      |
| —                 | Gustavo Restrepo    | Colômbia       | DSQ     |                      |
| —                 | Valeriy Borchin     | Rússia         | DNF     |                      |
| —                 | Sérgio Vieira       | Portugal       | DNF     |                      |
| —                 | André Höhne         | Alemanha       | DNF     |                      |

Legenda
| Recorde mundial       | Recorde mundial (World record)               |                       | Recorde africano                      | Recorde africano (African) |                                           | Q | Classificado por posição (Qualified) |
| Recorde do campeonato | Recorde do campeonato (Championship record)  | Recorde da América    | Recorde da América (Americas)         | q                          | Classificado por melhor tempo (Qualified) |   |                                      |
| Melhor marca do ano   | Melhor marca do ano (World leading)          | Recorde asiático      | Recorde asiático (Asian)              | DNS                        | Não largou (Did not start)                |   |                                      |
| Recorde nacional      | Recorde nacional (National record)           | Recorde europeu       | Recorde europeu (European)            | DNF                        | Não terminou (Did not finish)             |   |                                      |
| Recorde pessoal       | Recorde pessoal do atleta (Personal best)    | Recorde da Oceania    | Recorde da Oceania (Oceania)          | DSQ / DQ                   | Desclassificado (Disqualified)            |   |                                      |
| Recorde da temporada  | Recorde da temporada do atleta (Season best) | Recorde sul-americano | Recorde sul-americano (South America) | NM                         | Sem marca (No mark)                       |   |                                      |